# Dicliptera montana
Dicliptera montana är en akantusväxtart som beskrevs av Gustav Lindau. Dicliptera montana ingår i släktet Dicliptera och familjen akantusväxter. Inga underarter finns listade i Catalogue of Life.